# Jonokuchi
Jonokuchi (jap. 序ノ口, „etwas, das gerade begonnen hat“) ist die sechste und unterste Division im japanischen Sumō. Das Personal der Liga wird in erster Linie von Anfängern, aber auch von durch Verletzungen abgestiegenen älteren Ringern gestellt, die ein Comeback versuchen. Die erste Rangordnung der neuen Ringer wird beim mae zumo ermittelt, einem Wettkampf in der ersten Woche des Basho, der von rangniederen und oft ebenfalls neuen Yobidashi und Gyōji geleitet wird. Die Anzahl der Aspiranten beträgt jeweils von etwa 15 bis zu über 50, wobei sie beim Frühjahrsturnier haru-basho in der Regel am höchsten liegt. Nach der mehrtägigen Prozedur werden sie auf dem Kampfplatz offiziell vorgestellt, was bei hohen Teilnehmerzahlen nochmals mehrere Tage dauern kann. Danach sind sie als deshi (Lehrlinge) anerkannt.
Die verbindliche Kleidungsordnung für Sportler der Jonokuchi-Division besteht aus einer Baumwollrobe, der yukata, und den traditionellen Holzschuhen geta.